# Joshua James Richards
Joshua James Richards (...) è un direttore della fotografia britannico.

## Biografia
Nativo della Cornovaglia, studia regia alla Tisch School of the Arts dell'università di New York, dove incontra Chloé Zhao, con cui stringerà una relazione sentimentale e professionale. Nel 2021 è stato candidato all'Oscar alla migliore fotografia per il film di Zhao Nomadland.

## Filmografia parziale

### Direttore della fotografia
- Songs My Brothers Taught Me, regia di Chloé Zhao (2015)
- The Rider - Il sogno di un cowboy (The Rider), regia di Chloé Zhao (2017)
- La terra di Dio - God's Own Country (God's Own Country), regia di Francis Lee (2017)

### Direttore della fotografia e scenografo
- Nomadland, regia di Chloé Zhao (2020)

## Riconoscimenti
- Premio Oscar
  - 2021 - Candidatura alla migliore fotografia per Nomadland
- BAFTA
  - 2021 - Candidatura alla migliore fotografia per Nomadland
- American Society of Cinematographers
  - 2021 - Candidatura alla migliore fotografia in un film per Nomadland
- Boston Society of Film Critics
  - 2020 - Migliore fotografia per Nomadland
- Chicago Film Critics Association
  - 2020 - Migliore fotografia per Nomadland
- Critics' Choice Awards
  - 2021 - Migliore fotografia per Nomadland
- Dallas-Fort Worth Film Critics Association Award
  - 2021 - Migliore fotografia per Nomadland
- Independent Spirit Awards
  - 2016 - Candidatura alla migliore fotografia per Songs My Brothers Taught Me
  - 2018 - Candidatura alla migliore fotografia per The Rider - Il sogno di un cowboy
  - 2021 - Candidatura alla migliore fotografia per Nomadland
- Florida Film Critics Circle
  - 2020 - Candidatura alla migliore fotografia per Nomadland
- Los Angeles Film Critics Association
  - 2020 - Candidatura alla migliore fotografia per Nomadland
- National Board of Review
  - 2021 - Migliore fotografia per Nomadland
- National Society of Film Critics Award
  - 2021 - Migliore fotografia per Nomadland
- San Diego Film Critics Society Awards
  - 2018 - Miglior fotografia per The Rider - Il sogno di un cowboy
  - 2021 - Miglior fotografia per Nomadland
- Satellite Award
  - 2021 - Candidatura alla migliore fotografia per Nomadland